# 세라 헨드릭슨
세라 캐서린 헨드릭슨(영어: Sarah Catherine Hendrickson, 1994년 8월 1일~)은 미국의 스키 점프 선수이다.